# گرت پورتر
گرت پورتر (به انگلیسی: Gareth Porter) (۱۸ ژوئن ۱۹۴۲) مورخ و روزنامه‌نگار تحقیقی و تحلیلگر مسایل امنیتی در آمریکاست. وی در زمینه جنگ ویتنام و همچنین برنامه هسته‌ای ایران دارای تالیفاتی است. وی در سال ۲۰۱۲ «جایزه مارتا گلهورن برای روزنامه نگاری» را در زمینه روزنامه‌نگاری به دست آورده است.